# Saint-Urcisse (Tarn)
Saint-Urcisse is een gemeente in het Franse departement Tarn (regio Occitanie) en telt 205 inwoners (2004). De plaats maakt deel uit van het arrondissement Albi.

## Geografie
De oppervlakte van Saint-Urcisse bedraagt 11,7 km², de bevolkingsdichtheid is 17,5 inwoners per km².
De onderstaande kaart toont de ligging van Saint-Urcisse (Tarn) met de belangrijkste infrastructuur en aangrenzende gemeenten.

## Demografie
Onderstaande figuur toont het verloop van het inwonertal (bron: INSEE-tellingen).